# 권영일 (연출가)
권영일은 대한민국의 텔레비전 드라마 연출감독이다.

## 드라마
- 2018년 KBS2 주말 미니시리즈 《슈츠》 ... 공동연출[1]
- 2019년 tvN 수목 미니시리즈 《검색어를 입력하세요 WWW》 ... 공동연출[2]
- 2020년 tvN 월화 미니시리즈 《(아는 건 별로 없지만) 가족입니다》 ... 연출[3]
- 2021년 tvN 월화 미니시리즈 《어느 날 우리 집 현관으로 멸망이 들어왔다》 ... 연출[4]
- 2021년 tvN 주말 미니시리즈 《갯마을 차차차》 ... 공동연출[5]
- 2022년 tvN 주말 미니시리즈 《작은아씨들블》 ... 공동연출[6]
- 2024년 tvN 월화 미니시리즈 《웨딩 임파서블》 ... 연출[7]
- 2024년 tvN 주말 미니시리즈 《감사합니다》 ... 연출[8]